# Північ (фільм)
«Північ» (норв. Nord) — норвезька трагікомедія 2009 року, знята Руне Денстадом Ланглу за сценарієм Ерленда Лу. Світова прем'єра фільму відбулася 6 лютого 2009 року на Берлінському кінофестивалі, російська — 20 травня 2010 року на Першому фестивалі норвезького кіно в Москві.

## Сюжет
Колишній професійний фристайліст Юмар Генріксен працює наглядачем невеликої гірськолижної бази недалеко від Тронгейма. Після розставання з дівчиною він перебуває в депресивному стані та, замість того щоб стежити за роботою підйомника, ледарює, п'є антидепресанти упереміш з алкоголем, курить самокрутки та дивиться телеканал National Geographic.
Одного разу до флегматичного Генріксена навідується старий приятель, який передає йому несподівану звістку: на півночі країни, в Трумсі, у нього росте чотирирічний син. Через певний час Генріксен випадково влаштовує пожежу у себе вдома. Спочатку він незворушно спостерігає за тим, як полум'я знищує його дерев'яний котедж, а потім сідає на снігохід (завантаживши в багажник п'ятилітрову каністру самогону) та вирушає в бік півночі. На шляху до Трумсе герой стикається з різними перешкодами, а також з місцевими жителями, які допомагають йому долати ці перешкоди та не припиняти подорож.

## У ролях
| Актор                    | Роль           |
| ------------------------ | -------------- |
| Андерс Босмо Крістіансен | Юмар Генріксен |
| Кюррі Геллум             | Лассе          |
| Марте Онемо              | Лотте          |
| Мадс Шегорд Петтерсен    | Ульрік         |
| Астрід Солгауг           | Марі           |
| Евен Вестергюс           | Томаспен       |
| Рагнгільд Ваннебо        | Рігмур         |

## Сприйняття

### Критика
Джеміла Мак-Еван схвально відгукнулася про фільм: «Знятий в якихось відчайдушно жахливих умовах, Північ — це прекрасна історія про подорож любові та туги. Розв'язка фільму одночасно невідкрита та чудова». На film.ru зазначили: «Але навіть якщо відкинути підтексти, ми все одно отримаємо глибокий та добрий фільм про дивакуватих і неймовірно самотніх людей, які живуть в полоні дикої природи, немовби в центрі велетенської білої плями. Це ще сильніше наближає картину до нашого глядача, не з чуток знайомому з примхами холодної зими». Ембер Вілкінсон відмітила яскравий дебют режисера, роботу оператора та головного актора Андерса Босмо Крістіансена.

### Номінації та нагороди
| Нагороди та номінації фільму «Північ» | Нагороди та номінації фільму «Північ»      | Нагороди та номінації фільму «Північ»    | Нагороди та номінації фільму «Північ» | Нагороди та номінації фільму «Північ» | Нагороди та номінації фільму «Північ» |
| Рік                                   | Кінофестиваль/кінопремія                   | Категорія/нагорода                       | Номінант                              | Результат                             |                                       |
| ------------------------------------- | ------------------------------------------ | ---------------------------------------- | ------------------------------------- | ------------------------------------- | ------------------------------------- |
| 2009                                  | «Аманда»                                   | Найкраща чоловіча роль другого плану     | Мадс Шегорд Петтерсен                 | Перемога                              |                                       |
| 2009                                  | «Аманда»                                   | Найкращий норвезький фільм               | Сігве Ендресен, Бреде Гувланд         | Номінація                             |                                       |
| 2009                                  | «Аманда»                                   | Найкращий сценарій                       | Ерленд Лу                             | Номінація                             |                                       |
| 2009                                  | «Аманда»                                   | Найкраща операторська робота             | Філіпп Огаард                         | Номінація                             |                                       |
| 2009                                  | «Аманда»                                   | Найкраща музика                          | Ула Квернберг                         | Номінація                             |                                       |
| 2009                                  | Берлінський міжнародний кінофестиваль      | Панорама: Приз ФІПРЕССІ                  | Руне Денстад Ланглу                   | Перемога                              |                                       |
| 2009                                  | Берлінський міжнародний кінофестиваль      | Europa Cinemas Label                     | Руне Денстад Ланглу                   | Перемога                              |                                       |
| 2009                                  | Північна рада                              | Кінопремія Північної ради                | Руне Денстад Ланглу                   | Номінація                             |                                       |
| 2009                                  | Трансильванський міжнародний кінофестиваль | Найкращий фільм                          | Руне Денстад Ланглу                   | Номінація                             |                                       |
| 2009                                  | «Трайбека»                                 | Найкращий новий режисер художніх фільмів | Руне Денстад Ланглу                   | Перемога                              |                                       |
| 2009                                  | «Трайбека»                                 | Найкращий художній фільм                 | Руне Денстад Ланглу                   | Номінація                             |                                       |
| 2010                                  | «Косморама»                                | Найкращий продюсер                       | Сігве Ендресен, Бреде Гувланд         | Перемога                              |                                       |
| 2010                                  | «Косморама»                                | Найкращий актор                          | Андерс Босмо Крістіансен              | Перемога                              |                                       |
| 2010                                  | «Косморама»                                | Найкращий звук                           | Бент Голм                             | Перемога                              |                                       |
| 2010                                  | «Косморама»                                | Найкращий режисер                        | Руне Денстад Ланглу                   | Номінація                             |                                       |
| 2010                                  | «Косморама»                                | Найкращий оригінальний сценарій          | Ерленд Лу                             | Номінація                             |                                       |
| 2010                                  | «Косморама»                                | Найкраща операторська робота             | Філіпп Огаард                         | Номінація                             |                                       |